# 蛇仔利

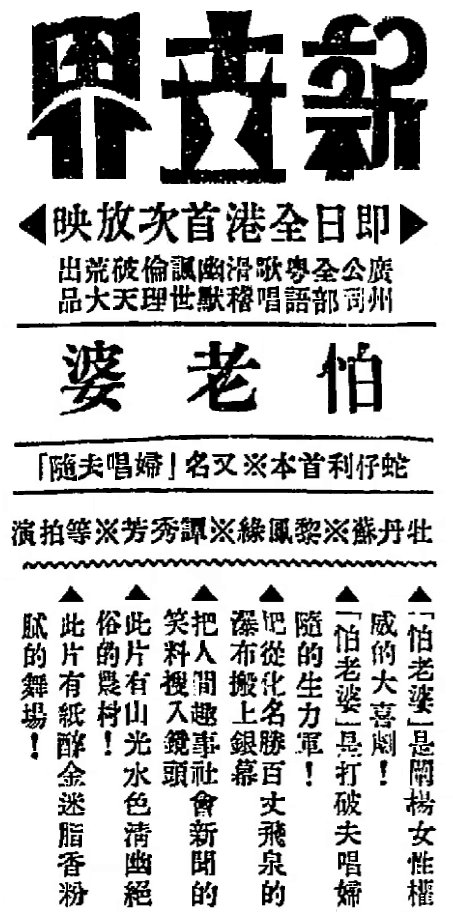
廣州聲片公司創業作，粵語歌唱喜劇片《怕老婆》，又名《婦唱夫隨》在香港新世界戲院首映（1936年3月22日，星期日）廣告。

蛇仔利，（1885年—1963年），原名吳岳鵬，又名祝富貴，廣東省恩平沙湖長安村人，清末民初時期廣東著名粵劇男生。由於表演出眾，被稱為“笑料大王”、“诙谐大王”。

## 生平
蛇仔利出身自貧苦家庭，以炸油為生。12歲，他的母親去世，便獨自到木魚班學習演唱，改名為「祝富貴」。後來，木魚班轉變為粵劇班，便開始了粵劇事業。當年集中在四邑、陽江、陽春表演。後來，祝康年的名伶到恩平觀看他的表演，表示讚賞，邀請他加入。因此他有機會與红伶新珠、曾三多、靓雪秋等在泰國及新加坡等地同台演出多年。回國後，加入了「人壽年」，與羅家權、嫦娥等名伶合作。後來，與馬師曾在美國舊金山合作演出，讓他成了名丑。
當日軍入侵中國，他便逃離廣州，而他的獨生子吴凱則在戰事中陣亡。和平後，他返回廣州，但因年紀老邁並且體弱多病，得到白駒榮協助，加入了八和會館擔當監事。1963年春天，病逝於廣州。

## 參演電影
蛇仔利的首本粵劇《蛇仔利怕老婆》在1936年1月，由位於廣東省廣州聲片公司以時裝拍成粵語歌唱片《怕老婆》，又名《婦唱夫隨》，作為其創業作，並曾經在香港、新加坡及吉隆坡等地放映。

## 著名劇目
- 《紅顏知己》（1921年在香港演出）《蛇仔利怕老婆》（與女丑子喉海合演）、《蛇仔利偷雞奉母》、《蛇仔利賣花得美》、《蛇仔利賣粉果》、《蛇仔利呆人艷福》、《蛇仔利紅顏知己》、《蛇仔利臨老入花叢》、《蛇仔利賣絨線》等。